# August Friedrich Schenck
Pour les articles homonymes, voir Schenck.
August Friedrich Schenck, aussi orthographié Auguste Frédéric Schenck ou August Friedrich Albrecht Schenck, né le 23 avril 1821 à Glückstadt et mort le 1er janvier 1901 à Écouen, est un artiste peintre franco-allemand.
Élève de Léon Cogniet et membre de l'École d'Écouen, il est surtout connu pour ses peintures animalières.

## Biographie

### Famille
Son père, Johann Joachim, après avoir été charpentier de marine, vendeur de vêtements, aubergiste, finit homme d’affaires. En 1803, il vit avec son fils, une veuve ainsi qu’une domestique, Christina Gransau, parfois écrit Granso.
Cinq enfants naissent d’une première union avec Dorothée Hullen (aussi écrit Hull), puis, en secondes noces, il convole avec son ancienne domestique. Il a avec elle quatre fils : Johann Jakob, homme d’affaires en Angleterre, à Nottingham ; Julius Sigismond, également homme d’affaires, qui devint sénateur à Glückstadt, Joachim Christian, avocat à Elmshorn, puis à Kiel, et enfin August Friedrich, qui naît le 23 avril 1821. Son milieu social est donc aisé, et la famille bien implantée dans la commune. La preuve : le jeune enfant eut pour parrains des personnes renommées de la ville : Johann August Karl Strube, apothicaire, Johann Nicolaus Friedrich Herfurt, sénateur et Jacob Philipp Albrecht Jungclaussen, recteur.

### Une jeunesse tournée vers le commerce
Le jeune Schenck suit un parcours scolaire classique : à la Bürgerschule de Glückstadt tout d’abord, puis à l’Institut Bockendahlsche à Flottbek, dans la banlieue de Hambourg. À quinze ans, son père souhaite qu’il suive les traces de son frère Johann Jakob, dans le commerce. Il part donc pour l’Angleterre dans le but de devenir lui aussi un homme d’affaires. C’est ainsi qu’il devient marchand de vins et qu’il parcourt une bonne partie de l’Europe, jusqu’en Russie. Ses innombrables voyages feront de Schenck un polyglotte confirmé et lui offriront des sujets pour ses premiers tableaux (voir Débuts de sa carrière artistique). Son commerce l’amena au Portugal, pour la vente du vin de Porto durant cinq ans, où il réussit parfaitement dans un premier temps, si l’on en juge par les récompenses qu’il y reçut. Il devient en effet commandant de l’ordre d’Isabelle la Catholique d’Espagne ainsi que chevalier de l’ordre du Christ du Portugal. Cependant, pour des raisons qui demeurent inconnues (on parle d’un mandataire indélicat), sa maison fait faillite et il doit songer à s’exiler.
Cependant, il gardera toujours un pied dans les affaires, même dans sa période de célébrité artistique. Il s’associe entre 1875 et 1882 avec l’industriel chimiste Jean Théodore Coupier, spécialisé dans la fabrique de matières colorantes pour la teinture, dérivées du goudron de houille.

### Formation artistique
Dès son plus jeune âge, et bien qu’il ne s’agisse pas d’un métier à envisager, August Friedrich Schenck se montre doué pour les arts, en particulier pour le dessin et la peinture. La perte de son commerce en Espagne lui ouvre toutefois de nouvelles perspectives. C’est lors d’un séjour à Berlin qu’il rencontra son ami l’écrivain et historien Adolf Stahr et sa seconde épouse, la femme de lettres Fanny Lewald, et qu’il fut convaincu de mettre ses talents au service de l’art. 
Après avoir épousé Ludowika Stapaczjuska, une Polonaise née à Varsovie, en 1850, il prend le chemin de la France l’année suivante, direction Paris. Sa première adresse est le 36 rue de l’Ouest.
Schenck se présente à l’École des beaux-arts pour suivre les enseignements du peintre Léon Cogniet, peintre d’histoire et de scènes mythologiques et professeur à l'École nationale supérieure des beaux-arts. Sous son inspiration, il réalisa des toiles aujourd’hui disparues, dont une représentant Galatée tirée par des hippocampes. Une notice en garde la trace aux archives de Glückstadt, de même qu’au sujet d’un Jugement de Pâris montrant trois paysannes dans un champ de maïs posant devant des garçons. 
August Friedrich Schenck aurait aimé être un peintre d’histoire, genre le plus « valorisé » à ses débuts, mais il s’éloigna assez vite de ces thèmes pour se consacrer à la peinture de genre.

### Début de carrière artistique
Son talent est révélé à l’Exposition universelle de 1855. Il y exposa Les Revendeurs de fruits d’Avintes, près de Porto aussi appelé Les Marchands….Ce n’est pas le succès qu’il eut escompté. Il est mentionné comme “naturalisé portugais”dans le catalogue.
En 1857, il participe à l'exposition du jubilé du Schleswig-Holstein, sa terre natale, et expose Les Moissonneurs du Portugal, sujet une nouvelle fois inspiré par ses voyages. Cette même année, il expose au Salon Neige et Têtes de béliers et de moutons, étude. Son œuvre est remarqué et plus particulièrement la puissance émotionnelle de sa composition. Dans son commentaire du Salon de 1857, Maxime Du Camp écrit subjugué avoir ressenti une « une impression violente » devant Neige.
1861 est l’année où sa peinture bascule vers le genre qui fera sa célébrité, la peinture animalière, comme l'atteste le dessin préparatoire pour son premier grand tableau animalier, Paysans polonais attaqués par des loups, qui fut malheureusement volé à sa veuve.

August Friedrich Schenck, Jeune portugaise a sa fenêtre, 1855-1860, collection particulière
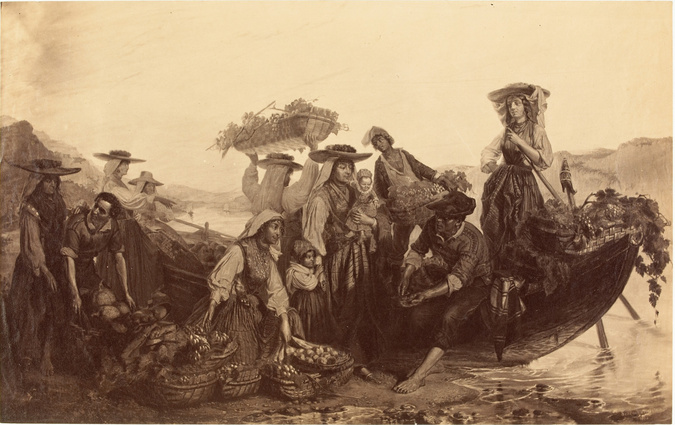
August Friedrich Schenck, Vendeurs de fruits d'Avintès, près de Porto, 1855, musée d'Orsay
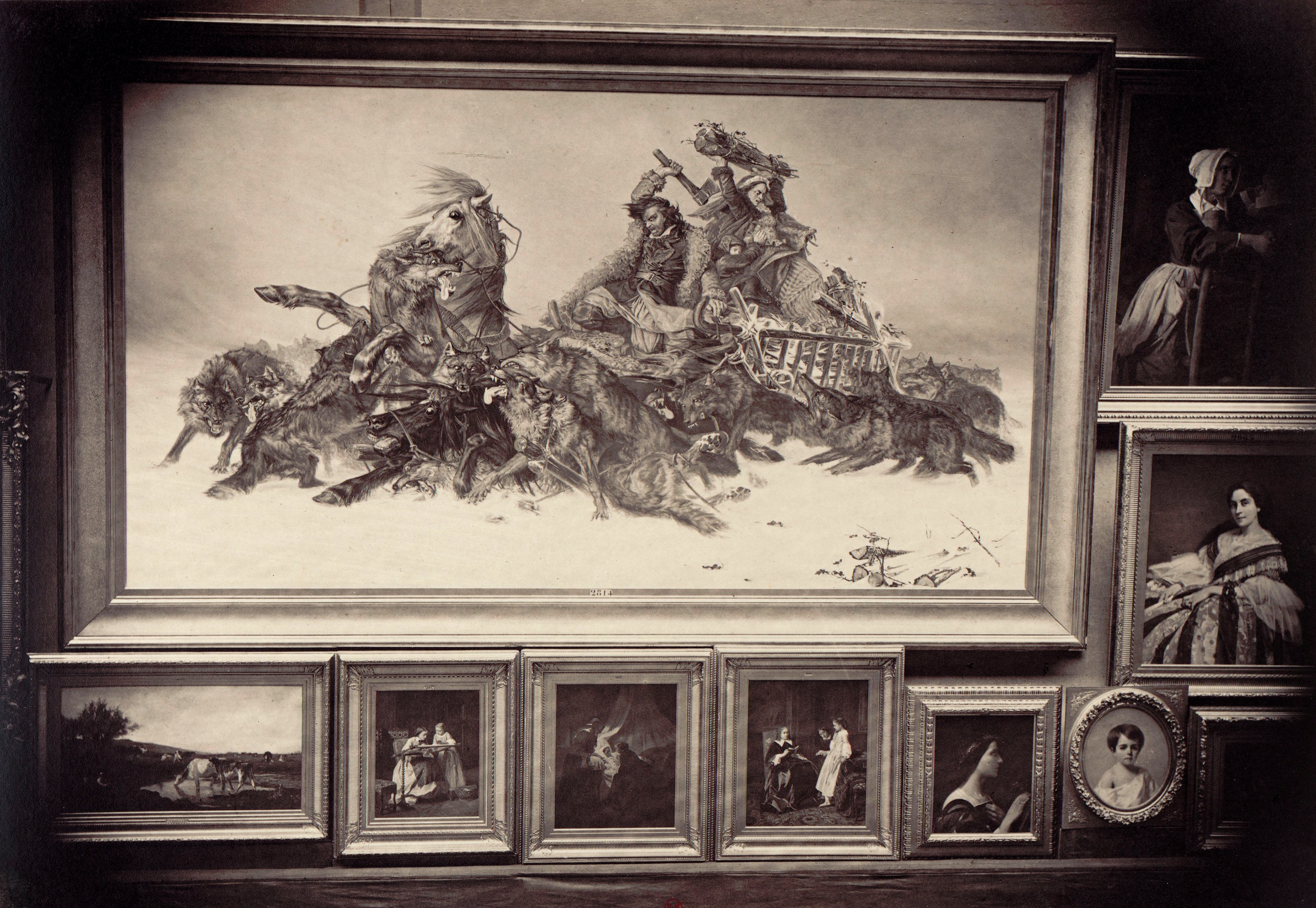
Pierre Ambroise Richebourg, photographie du tableau Paysans polonais attaqués par des loups, dans Hall des sculptures et cimaises du Salon de 1861, photographies par Richebourg, album de 42 photographies posées sur papier albuminé, d’après des négatifs sur verre au collodion, 42 x 53 cm, Paris, 1861, p. 28

### Installation à Ecouen
En 1862, Schenck s’installe à Ecouen où il demeurera jusqu’à sa mort. Pourquoi Ecouen ? Car un peintre célèbre à l’époque, Pierre-Édouard Frère avait regroupé un certain nombre d’artistes spécialisés dans la peinture de genre, montrant sur leurs toiles la vie quotidienne des petits paysans, peinture qui attire par ailleurs une clientèle américaine intéressée de scènes pittoresques de la campagne française. La renommée de la ville, véritable carrefour artistique pour les artistes et ces acheteurs et galeristes outre-Atlantique, attire ainsi de nombreux peintres toute nationalité confondue, tels que Charles-François Daubigny, Camille Corot et Mary Cassatt. Schenck bénéficie lui aussi de l’intérêt nord-américain. Un certain George Aloysius Lucas, marchand d’art au service, notamment, de la maison Walters de Baltimore, lui achète au total dix-sept œuvres : une esquisse de La Mer pour débuter, sept dessins et neuf toiles parmi lesquels La Sieste, Le Repos, Boules de neige ainsi L’Appel au secours payé en avril 1866, le dernier de la série. 
Schenck s’installe derrière l’église du village. Sa propriété compte son lieu de vie, son atelier mais accueille également une vaste ménagerie. Cohabitent chiens, chats, chèvres et ses modèles les plus récurrents, des moutons.
Son implantation au village lui donne quelques titres de tableaux : Sous les pommiers, exposé au Salon de Bruxelles de1863, Le Pont vert et La Rue du village (aussi intitulé Le Chemin vicinal).

### Mort
August Friedrich Schenck meurt le 28 décembre 1900 et son décès est enregistré le 1er janvier 1901 à Écouen. Sa tombe se trouve au cimetière d'Écouen.

## Carrière artistique
À partir de son installation en France, Schenck participe régulièrement au Salon et son travail y est régulièrement salué voire récompensé.

### Schenck sous le Second Empire (1852-1870)

#### Salon de 1863
Le Salon de 1863 marque un tournant dans la carrière de Schenck. Il y reçoit en effet la mention honorable. C'est alors le début d'une reconnaissance critique qu'il espère voir un jour égaler celle dont jouit Rosa Bonheur.

#### Salon de 1865
Cette année-là, la participation de Schenck est particulièrement remarquée. Classé dans la catégorie des peintres d'animaux, c'est tant l'exécution que son talent d'observation et d'humanisation de ses modèles ovins qui sont salués par les critiques. Le Réveil et Le Râtelier attirent ainsi tout particulièrement l'attention de plusieurs auteurs dont Felix Jahyer :

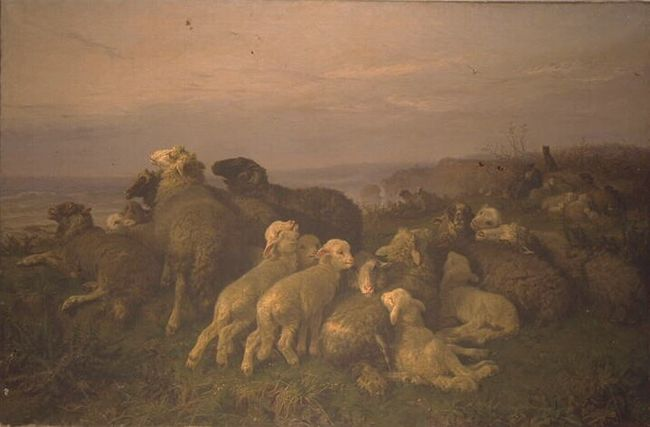
August Friedrich Schenck, Le Réveil, 1865, musée des Beaux-Arts de Bordeaux

A propos du tableau Le Réveil : 
Le Réveil (1941). Il faut voir avec quel naturel ces petits agneaux, pressés contre leurs mères, se relèvent et se préparent à marcher en troupeau. Il semble qu'on les entend bêler. Comme leurs laines sont grasses et abondantes ! Il ne se peut rien voir de plus fidèlement exécuté.
A propos du tableau Le Râtelier :
Le Râtelier (1942) est une toile exceptionnelle par son originalité et la largeur de son exécution. Une quinzaine de moutons vus de face avancent leurs têtes pour brouter la paille sèche qu'on leur a servie dans un râtelier. On voit positivement s'agiter ces brebis qui grimpent les unes sur les autres pour saisir avec gloutonnerie les brins dorés que l'on croit entendre craquer sous leurs dents. Impossible de ne rien imaginer de mieux rendu que ces regards inquiets et hébétés, ces oreilles avidement dressées, cette laine huileuse et jusqu'à cette paille sèche. C'est là un chef-d'œuvre qu'une médaille simple ne suffisait pas à récompenser, parce qu'on ne peut, sans l'amoindrir, comparer cette toile à celles d'autres artistes médaillés au même titre.

#### Salon de 1867
À cette occasion, Schenck expose deux tableaux : Troupeau pris dans la tourmente de neige au passage de la Croix Morand en Auvergne et Moutons montagnards.

#### Salon de 1868

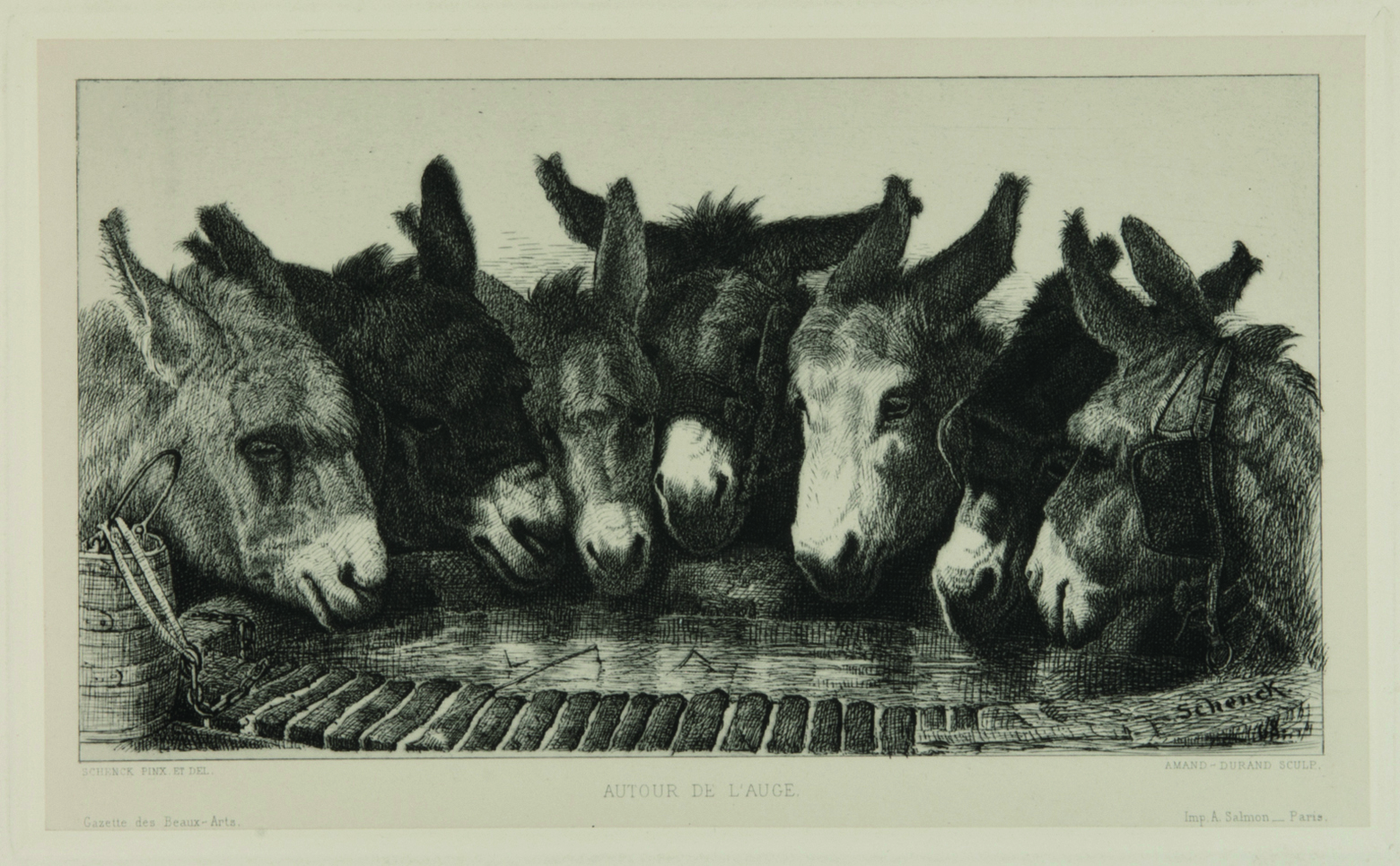
Amand-Durand, Autour de l’auge, 1868, gravure, 12 x 23 cm, éditée par la gazette des Beaux-Arts, collection particulière

Au Salon de 1868, Autour de l’auge retient l'attention de l'écrivain Théophile Gautier, dans Le Moniteur universel :
« Chacun de ces ânes a une expression particulière, car pour ceux qui les observent, les animaux, ces humbles frères, ont des physionomies aussi variées que celles des hommes, et l’on peut faire leur portrait. »
Schenck, ému par ce commentaire, le remerciera dans une lettre. Le tableau a été acheté 40 000 francs par le comte Alessandro Castellani.
Séduite par la subtilité de l'expression animalière, la princesse Mathilde est cependant dissuadée de l'acheter à cause de certaines rumeurs : on soupçonne que la représentation de ces têtes d'ânes serrées les unes contre les autres, serait la représentation des membres du jury du Salon voire même des ministres de son mari ! Preuve de cette rumeur, elle est mentionnée par l'illustrateur et caricaturiste Charles Constant Albert Nicolas d'Arnoux de Limoges Saint-Saëns, plus connu sous le nom de Bertall. La revue Paris artiste, dans son article sur le Salon de 1872 rappelle "l'affaire" des ânes comme l'une des potentielles raisons de l'empêchement de Schenck à atteindre une notoriété égale à la peintre animalière Rosa Bonheur. Malgré ces controverses, Eugène Pirodon réalise une gravure en 1869 qu'il intitule Abreuvoir.

### Schenck sous laIIIeRépublique
En 1885, c'est l'ultime consécration, il est fait chevalier de la Légion d'honneur.

## Postérité
Schenck est aujourd'hui un artiste peu connu. L'une des raisons avancées de cet oubli sont ses origines allemandes qui inspirent méfiance, et plus particulièrement à partir de la guerre franco-prussiennes :
La guerre éclate. M. Schenck porte un nom dont l’orthographe est prodigue en consonnes ; il n’en faut pas davantage pour être prussien. Le voilà brouillé un peu avec tout le monde. – Nous souhaitons de voir s'effacer bientôt ces fâcheuses préventions.
C'est pourtant grâce à son installation à Ecouen que maints pillages furent évités pour le village. Sa veuve, démunie à la fin de sa vie, souffrira également de ces origines durant la Première Guerre mondiale.

L'une des toiles de Schenck, Lost, souvenir d'Auvegne fut offerte en 1887 par Catharine Lorillard Wolfe au Metropolitan Museum of Art de New York. Salvador Dali, exilé à New-York depuis 1940, s'intéressa au tableau et en fit une adaptation inattendue !

### Hommages

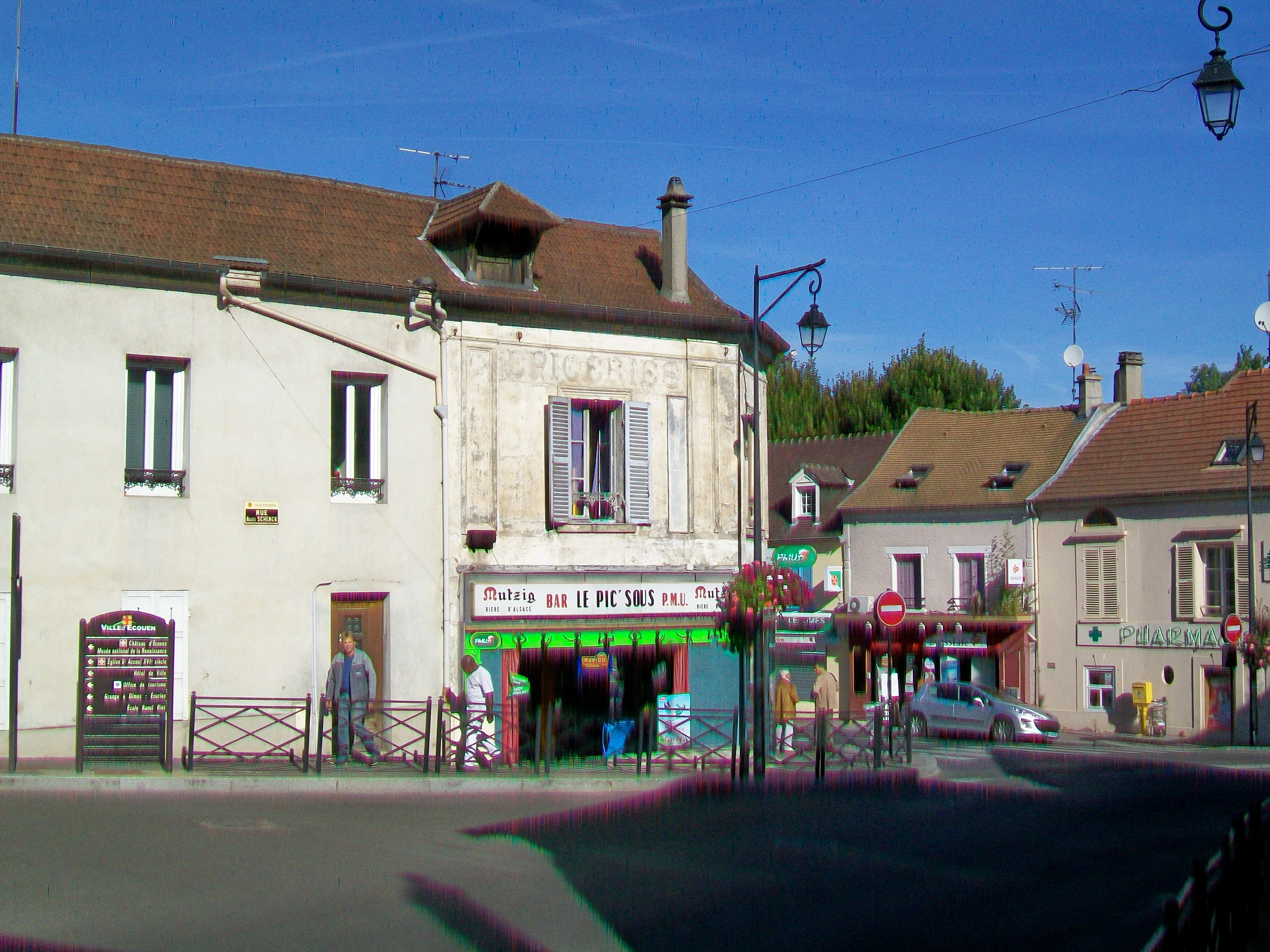
Rue Auguste Schenck, Ecouen (95440)

À Glückstadt, sa ville natale, le tableau Moutons dans la tempête de neige, offert par sa veuve en 1907, est présenté dans la salle principale de l’hôtel de ville. 
De même, la ville d'Écouen conserve sa mémoire, en renommant en 1906 la rue de la Beauvette en rue August Schenck, et en présentant L'Échir, aussi appelé La Rafale, au sein de la pinacothèque. L'église de la ville conserve elle aussi un tableau : Agnus Dei. 

### Ouvrages parus
Plusieurs ouvrages et recherches replacent Schenck dans la colonie d'artistes d'Ecouen. Le Président de l'Association des peintres d'Ecouen du XIXe siècle, Christian Dauchel, également agrégé de lettres classiques et titulaire des palmes académiques consacre sa retraite à l'étude de cette colonie d'artistes. En collaboration avec Aude Bertrand et Daniel Baduel, il a précédemment publié L'École d'Écouen : une colonie de peintres présente plus de 40 peintres, où le travail et la vie de Schenck sont évoqués, ainsi que Par le petit bout de la palette, paru en 2023.
Plus récemment, les éditions Cinabre ont publié l'ouvrage le plus complet à ce jour sur la vie et l'œuvre de l'artiste August Friedrich Schenck. 1821-1901. Faune sentimentale, en coédition avec l’association L’école d’Écouen, une colonie de peintres au XIXe siècle. Publication trilingue, en français, anglais et allemand, le livre revient sur les débuts de l'artiste, le choix de la peinture animalière, sa réception critique, son succès national et international et enfin sa postérité.  

### Exposition rétrospective
Du 15 février au 6 mars 1920, la galerie de l’Elysée, présente une rétrospective de l’œuvre de Schenck au 25 rue de la Boétie. Sous la présidence de M. Clémentel, ancien ministre et sénateur du Puy de-Dôme, l’exposition présenta 44 tableaux de l’artiste. Une notice biographique accompagnait le catalogue. Schenck y était présenté comme peintre danois, car, malgré sa Légion d’honneur remise en 1885, il n’a jamais été naturalisé.

## Méthode de travail
Dans ses œuvres de jeunesse (Jeune Portugaise à sa fenêtre, 1855-1860, huile sur toile,  65,5 x 54,5 cm, collection particulière), encore imprégné de son enseignement, Schenck convoque la technique du non finito italien.

Il se spécialise à partir de 1861 dans la peinture animalière et des espèces animales se font de plus en plus récurrentes dans son travail comme les moutons, les oies, les chevreuils et les dindons. Il possède en effet beaucoup d'animaux au sein de la ménagerie qu'il fait aménager tout près de son atelier et peut ainsi observer à loisir ses modèles. Dans son article de la Gazette des Beaux-Arts du 1er juillet 1866, Charles Blanc relate sa visite à Ecouen, chez Schenck :
On poussa devant nous la clôture d’une étable où M. Schenck nourrit quelques-uns de ses modèles. C’était une rude épreuve qu’un tel rapprochement pour l’œuvre du peintre : il avait réussi brillamment. Le spectacle de l’étable était le contrepoint de la peinture. 
De plus, une autre de ses spécificités, est qu'il voyage régulièrement en Auvergne, chez Madame Fournier à Royat, pour croquer sur le motif les moutons locaux à la lourde toison brune dans les frimas, des brouillards froids et épais.

## La place du sentiment dans l'œuvre de Schenck
Au même titre que Charles Emile Jacque, Constant Troyon,  Paul Chaigneau, Albert Charpin ou encore Charles Ferdinand Ceramano, August Friedrich Schenck est peintre animalier. Son œuvre, cependant, surprend. A contrario des peintres animaliers qui lui sont contemporains, ses modèles animaliers ne sont pas prétexte à des scènes pastorales, dont l'aspect bucolique enchanteur plaît notamment à la clientèle américaine. Non, ce qui dénote dans son œuvre est bien son attention tout particulière aux animaux eux mêmes, à la vérité de leur physionomie et la variété de leurs expressions. La figure humaine, devient quant à elle anecdotique dans le tableau. On ne distingue pas ou peu les visages des bergers ou bergère guidant ou gardant le troupeau. 
Schenck fait preuve d'une acuité remarquable dans l'observation des ovins qui peuplent sa ménagerie. Souvent au plus près d'eux, il peut les étudier à loisir, à toutes heures du jour ou de la nuit. Plusieurs auteurs soulignent d'ailleurs cette sensibilité du regard. Ils soulignent un aspect véritablement humain : 
P[ierre] C[rotet] Parent, « Lettre d’un simple littérateur sur le Salon de peinture de 1864 », dans Le Courrier artistique :
« Revenons à nos moutons, c’est-à-dire à ceux que M. Schenck nous montre dans sa grande toile intitulée Le Repos (quelquefois avec un ajout : au bord de la mer). Ce sont de bons petits agnelets bien doux, bien tendres, mêlés à des mâles béliers ; museaux roses contre museaux noirs, laines de neige contre laines tachées, oreilles diaphanes contre superbes cornes. Ces excellents moutons ne se contentent pas d’être supérieurement peints et dans des pâturages dont M. Troyon aimerait la facture ; ils ont encore une touchante expression et songent mélancoliquement. À quoi songent-ils ? me direz-vous. Eh ! mon Dieu ! à cette loi éternelle qui préside à la Justice chez les hommes et chez les bêtes, et qui dit que la raison du plus fort est toujours la meilleure ; ils songent encore peut-être au loup qui peut venir "le prouver tout  à l’heure". Cette toile, qui a pour titre Le Repos, s’appellerait Méditation si les hommes n’avaient pas réservé pour eux seuls la signification du mot "méditer". »
Louis Gallet (1835-1898), Salon de 1865 : peinture, sculpture, Paris :
Deux tableaux parfaitement faits ; très curieux à examiner. Les regards des bonnes bêtes sont vivants et presque humains. Il y a surtout dans un de ces groupes, deux petits agneaux, a la tête rose et blanche, d'un caractère très amusant.
Edouard Drumont, « Le Salon de 1875 », dans Le Petit Journal, n°4546, Paris, 7 juin 1875 :
De tous les peintres d'animaux, le plus populaire est certainement M.Schenck. Ces moutons si fermes, si vrais, si solidement peints, ont une autre qualité encore: ils vivent, ils sont spirituels. L'artiste ne se contente pas de la toison, il cherche ce quart d'âme qui existe chez ces humbles serviteurs de l'homme. II excelle a montrer la familiarité qui s'établit entre la bête quand on ne la maltraite pas, et l'homme quand il n'est pas méchant; à traduire aussi le drame que produisent, dans l'organisation rudimentaire de l'animal, ces bouleversements de la Nature, auxquels il ne comprend rien. 
Mais pourquoi s'engager à ce point dans la représentation véridique des animaux ? Dans son article Des moutons bien peu monotones publié dans August Friedrich Schenck. 1821-1901. Faune sentimentale par les éditions Cinabre, Thierry Laugée tente d'expliquer cette préoccupation en la replaçant dans son contexte. Au début de la Seconde République, naît la zootechnie, science étudiant les races d'animaux domestiques afin d'en maximiser l'exploitation. Il rappelle ainsi qu'au tournant de la révolution industrielle, au Second Empire, l'élevage devient un sujet politique. Les troupeaux sont désormais perçus comme des rendements à optimiser par sélection et croisement génétique. Pourtant, Schenck, à rebours de la philosophie cartésienne, nous livre des bêtes intensément présentes, puissamment vivantes et elles aussi sensibles. Les œuvres emblématiques de Schenck Angoisses et L'Orphelin, souvenir d'Auvergne, ou même les nombreux agneaux qui parsèment plusieurs représentations, illustrent bien à quel point il est capable d'employer une rhétorique de la douleur.
Aujourd’hui l’âme semble palpiter sous la laine épaisse. Ce n’est pas une vulgaire brebis […] c’est la mère qui se lamente.
Schenck prend ainsi le parti pris inverse de la conception machiniste de l'animal, pour au contraire clamer leur sensibilité propre et, par là même, leur droit au respect et au bien être. Thierry Laugée rappelle ainsi que premier arrêté légiférant sur la protection animale est publié en 1843 pour défendre aux cochers de frapper les chevaux avec le manche des fouets. C'est en 1845 qu'est fondée la Société protectrice des animaux sous les auspices d’Étienne Pariset.

## Œuvre

Œuvres d'August Friedrich Schenck
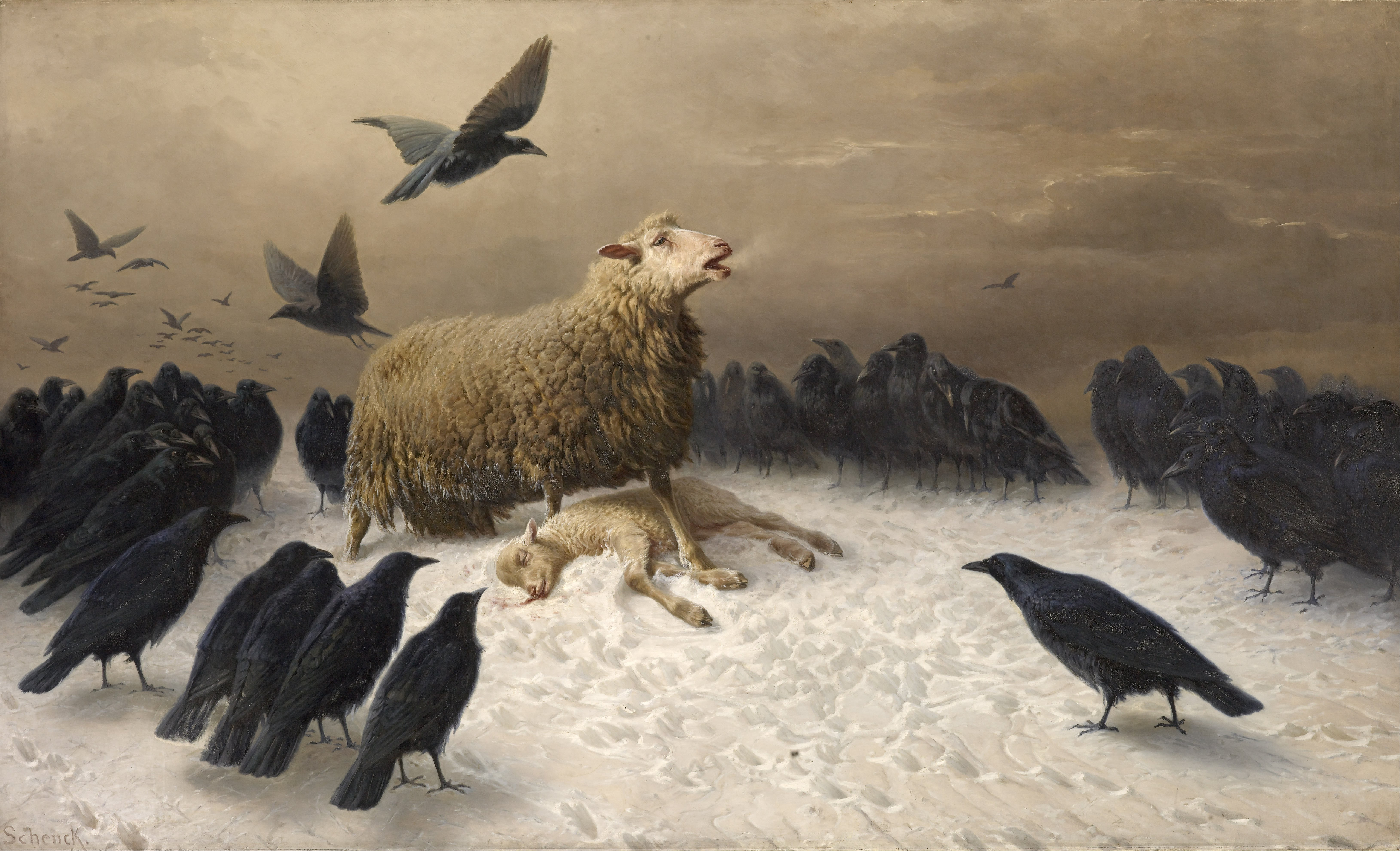
August Friedrich Schenck, Angoisses, huile sur toile, 151 x 251.2 cm National Gallery of Victoria, Melbourne, Australie.
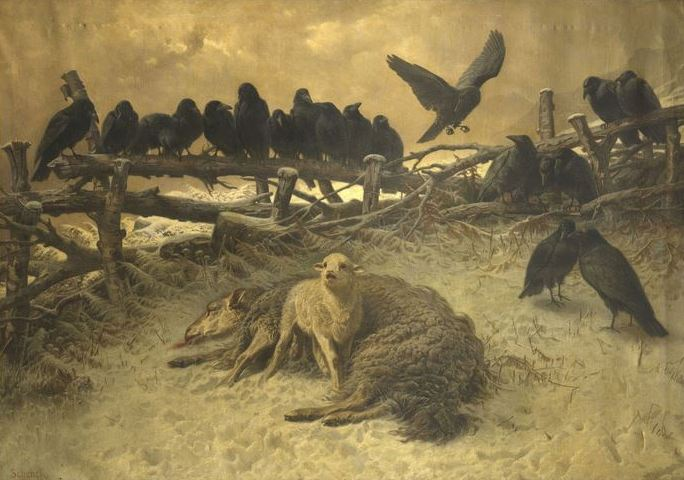
August Friedrich Schenck, L'Orphelin, souvenir d'Auvergne, huile sur toile, 176 x 250, vers 1885, musée d'Orsay, Paris, France.
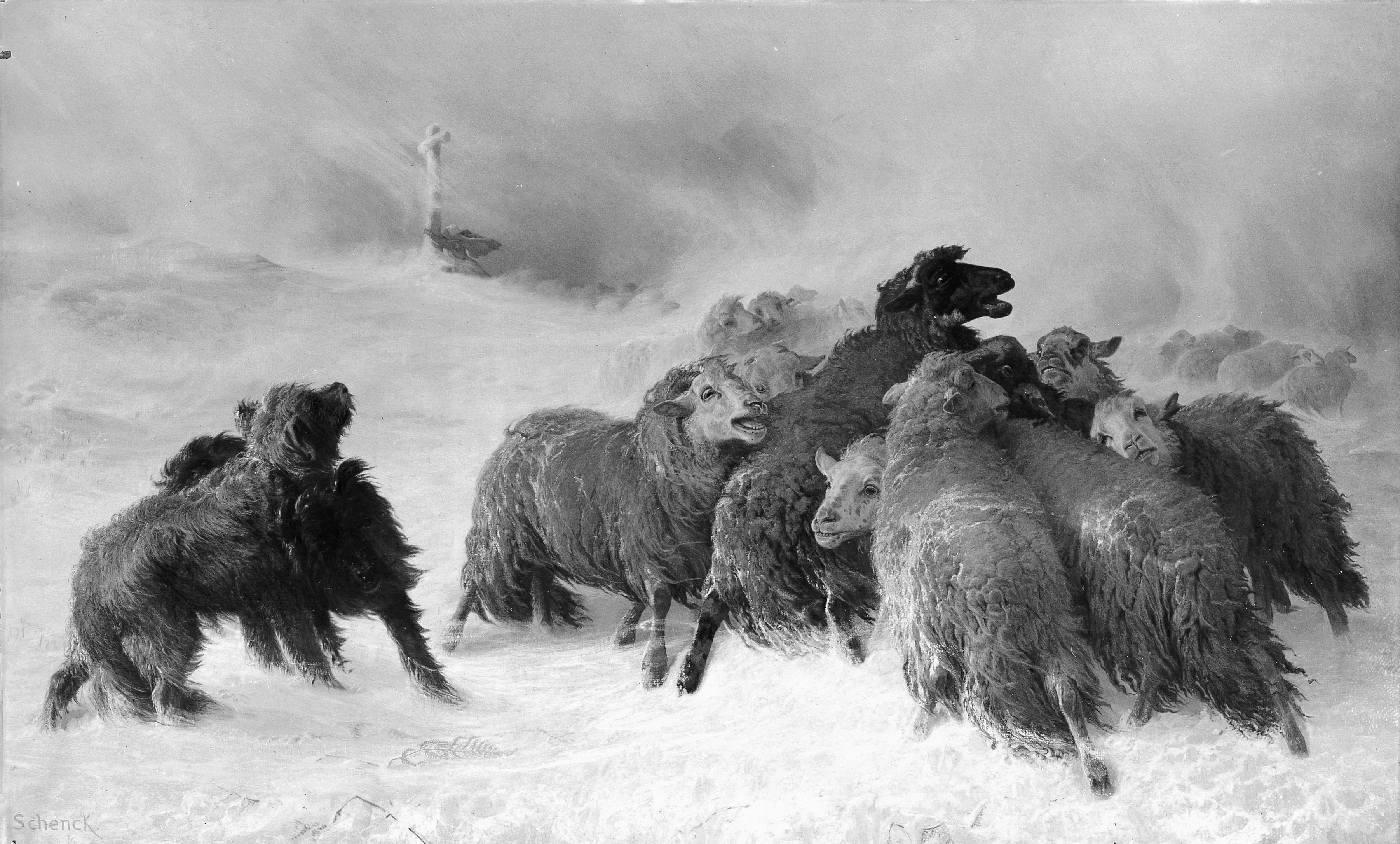
August Friedrich Schenck, Lost, souvenir d'Auvergne, vers 1873, Metropolitan Museum of Art, New York, États-Unis.

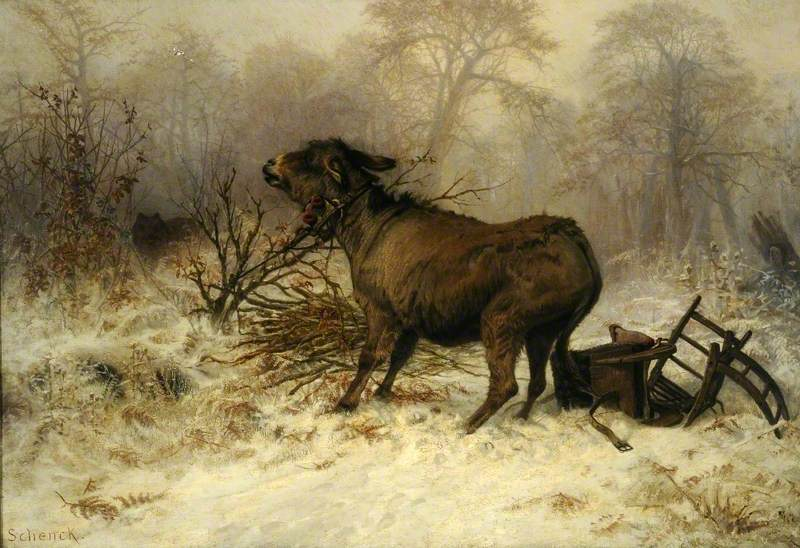
August Friedrich Schenck, Âne surpris par un loup, huile sur toile, 69,8 x 102 cm,1860-1870, Sheffield Museums
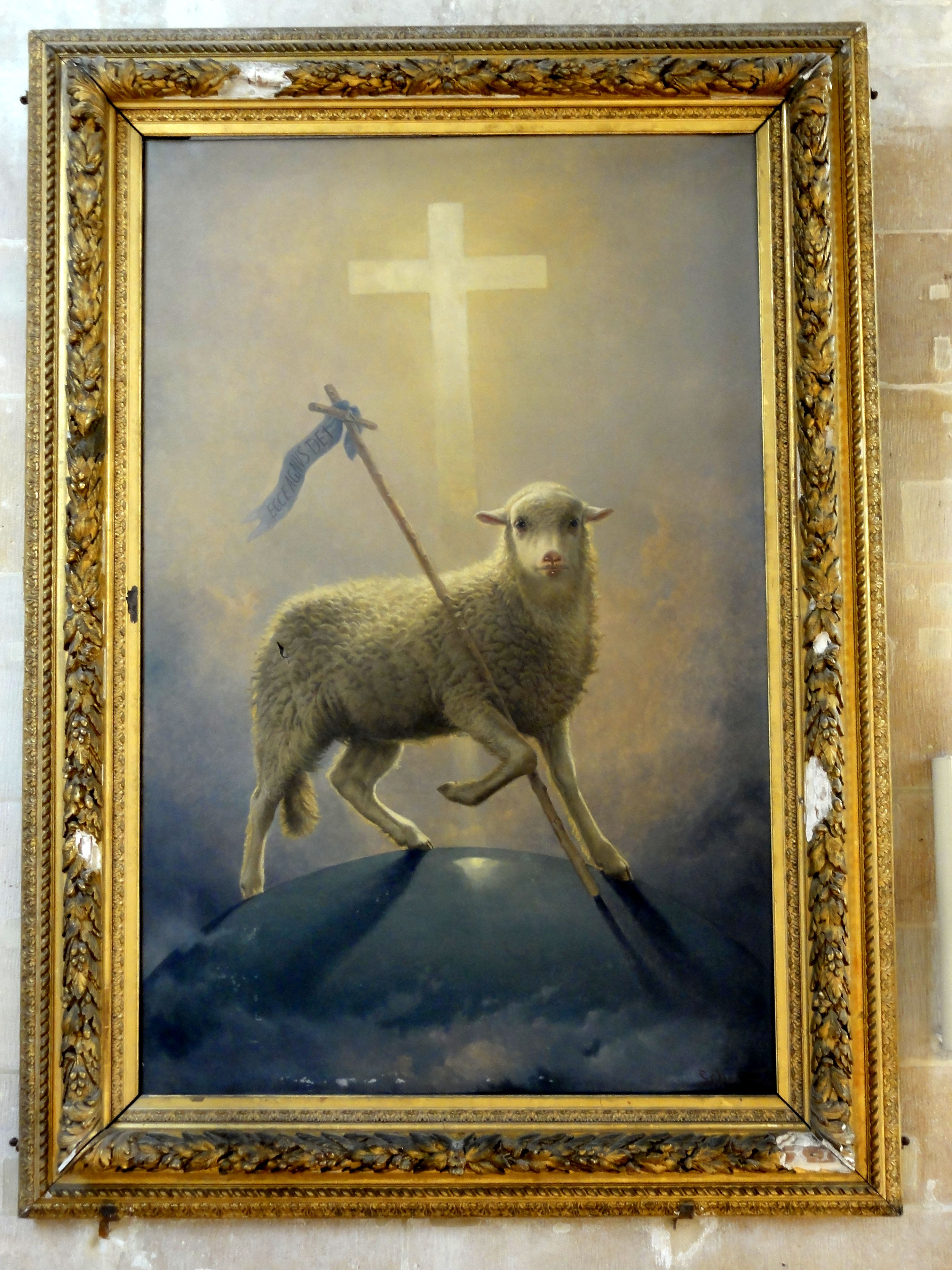
August Friedrich Schenck, Agnus Dei, huile sur toile, 200 x 128 cm, avant 1900, Ecouen, église Saint-Acceul
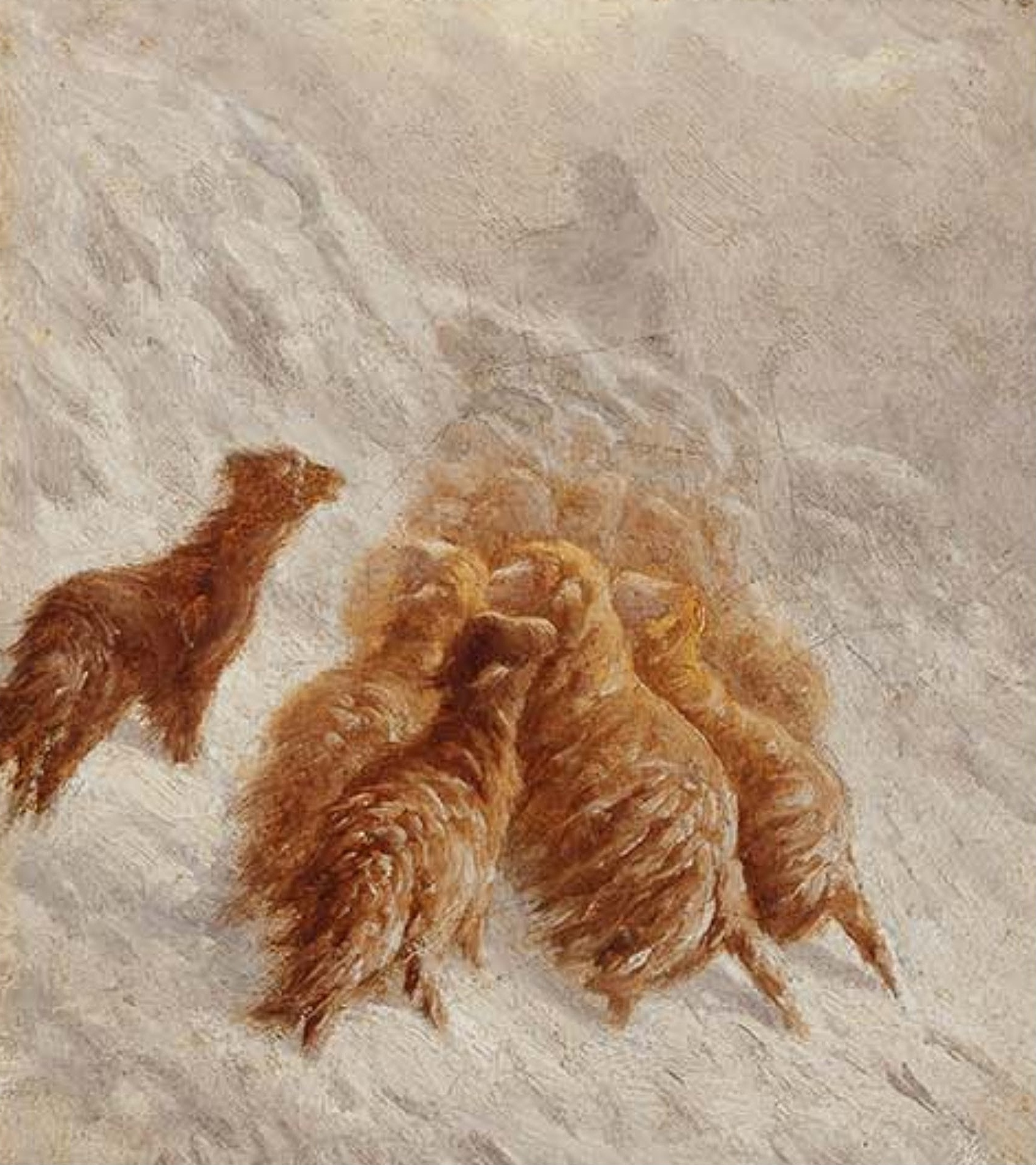

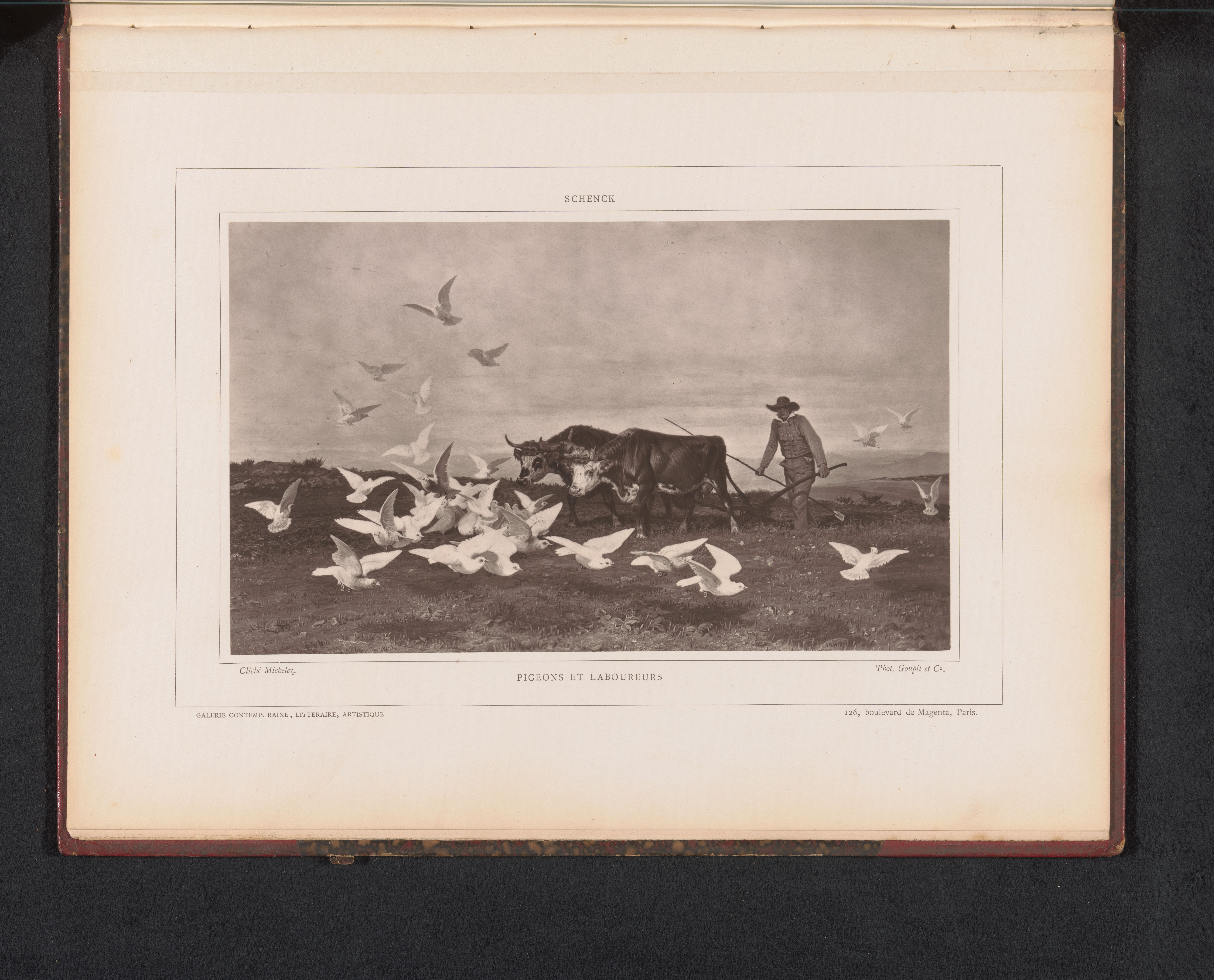
Reproduction par Charles Michelez et Goupil&Cie de l'œuvre d'August Friedrich Schenck, Pigeons et laboureur, woodburytype sur papier, 1871-1876, Rijksmuseum, Amsterdam
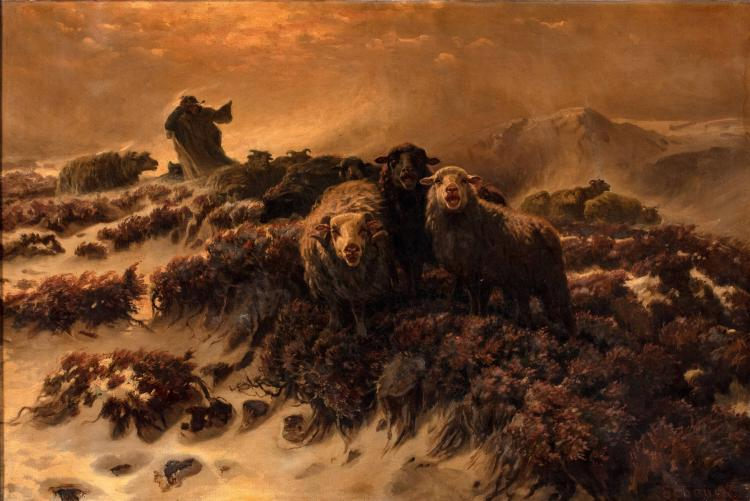
August Friedrich Schenck, Moutons dans une tempête de neige, huile sur toile, New-York Historical Society